# О’Брайен, Люси
Люси О’Брайен (англ. Lucy O'Brien; род. 13 сентября 1961 года) — английская писательница и музыкальная журналистка. Родилась в западном Кэтфорд (район Лондона), выросла в Саутгемптоне, сейчас проживает в Лондоне. Работы автора посвящены женщинам в музыке.

## Начало музыкальной и писательской карьеры
В 1979 во время учёбы в приходской школе Саутгемптона основала панк-группу под названием the Catholic Girls. Покинула группу в 1980 году в связи с поступлением в Лидский университет(University in Leeds).
В университете играла в нескольких группах, но вскоре предпочла журналистику музыкальной карьере. Стала музыкальным редактором журнала Лидского университета под названием Leeds Student. После окончания университета в 1983 году она отослала несколько обзоров концертов в New Musical Express (NME), которые были опубликованы тогдашними редакторами Чарльзом Шар Марреем (Charles Shaar Murray) и Ником Кентом. Позже писала об «угнетающей» офисной культуре NME в восьмидесятых и степени остракизма и пренебрежительного отношения, которым подвергались в газете журналистки. Её самым известным вкладом в издание стала обложка со статьёй о подростковом суициде «Youth Suicide» в 1986 году.
Вместе с единомышленниками и коллегами-социалистами Стюартом Косгрувом (Stuart Cosgrove) и Пабло Хьюиттом (Paolo Hewitt) О’Брайен стала частью левого крыла журнала NME. Скоро оно было расформировано новым редактором Аланом Льюисом (Alan Lewis) — головной офис IPC призвал его деполитизировать журнал и увеличить продажи.
В свои ранние годы в издании NME О’Брайен также писала для феминистского журнал Spare Rib, где впервые оказалась в 1980 году. В 1984 году стала соавтором истории для обложки о женщинах в музыкальной индустрии. Она была шокирована тем, насколько мало женщин имеют контракты на звукозапись или попадают в чарты по сравнению с мужчинами. Это открытие вдохновило следующие работы, особенно книгу She Bop.
После ухода из NME работала музыкальным редактором лондонского журнала-листинга City Limits. В это время О’Брайен взяла интервью у Дасти Спрингфилд. После выхода интервью с нею связались из издательства Sidgwick & Jackson и предложили написать биографию Спрингфилд.

## Фриланс и книги
К 1990 году О’Брайен ушла на фриланс. Она периодически писала для The Guardian и The Independent, а также музыкальных журналов Q Magazine и MOJO среди многих других. В 1989 году была опубликована её первая книга Dusty — биография-бестселлер о британской легенде соула Дасти Спрингфил (Sidgwick & Jackson, 1989). Книга принесла О’Брайен репутацию серьёзного автора и комментатора, а также помогла заново открыть и понять работы Спрингфилд. О’Брайен стала считаться экспертом в соул-музыке, а также женщинах в музыке.
Следующая музыкальная биография Annie Lennox (St Martin’s Press, 1993) помимо Великобритании была выпущена в США. О’Брайен посвятила её карьере Энни Леннокс от первого сложного начала в группе The Tourists до мирового успеха в Eurythmics и решения Леннокс уйти из поп-музыки на пике карьеры, чтобы посвятить себя заботе о бездомных.
В 1995 году О’Брайен выпустила обзорную книгу о женщинах в музыке под названием She Bop: The Definitive History Of Women In Rock, Pop & Soul (Pan, 1995). Используя персонализированный, полемический и тематических подходы, книга начиналась с Эпохи Блюза и Века джаза, и заканчивалась главами о поп-музыке протеста и бизнес-составляющей музыкального бизнеса. Присутствовали главы о девичьей поп-музыке пятидесятых годов, девичьих группах шестидесятых, рок-чиксах, панках и их женских вариантах, включая riot grrrl, певицах/авторах песен, Мадонне, MTV и величии изображения, творчестве, андрогинности и лесбийском вопросе, диско и танцевальной сцене, рэпе и регги, а также world music.
Второе здание книги Dusty появилось в 1999 и описывало события вплоть до смерти Спрингфилд. Новая версия She Bop II была опубликована в 2002 в издательстве Continuum Press и включала новые главы о girl power.
В 2007 О’Брайен написала подробную биографию о Мадонне под названием Madonna: Like an Icon. (В России — Madonna. Подлинная биография королевы поп-музыки). Она была опубликована 28 августа 2007 (в Великобритании) и 6 ноября 2007 (в США).

## Телевидение и радио
Книги О’Брайен, особенно это касалось She Bop, способствовали её частым телевизионным появлениям в качестве эксперта по рок-музыке. В том числе, появления на передаче Channel 4 Top Ten… франшизах, а также работу в программе BBC2’s The Ozone в конце девяностых (в числе прочих были выпуски с объяснением концепции girl power и интервью с Йоко Оно). О’Брайен также выступила сопродюсером документального фильма Channel 4 под названием Righteous Babes о рок-музыке и новом феминизме. В 2002 году она адаптировала книгу She Bop II , превратив её в документальный выпуск для BBC Radio 2, состоящий из двух частей.

## Ошибка идентификации
Возможно по причине участия в 1970-х годах в британской панк-сцене О’Брайен иногда ошибочно принимали за Люси Зубную Пасту (Lucy Toothpaste aka: Lucy Whitman), которая писала для панк-фэнзина Jolt и позднее, как и O’Брайен, была автором феминистского журнала Spare Rib. Однако на странице О’Брайен в Myspase говорилось, что она известна также как Lucy Toothpaste.

## Сборники эссе
- A kiss in the dreamhouse. // Aizelwood, John (ed), Love Is The Drug. — London: Penguin, 1994.
- Sisters of swing in Cooper, Sarah (ed), Girls! Girls! Girls! — London: Cassell, 1995.
- The Year Skunk Broke in Evans, Liz (ed), Girls Will Be Boys: Women Report On Rock. — London: Pandora, 1997.
- The Woman Punk Made Me in Sabin, Roger (ed), Punk Rock; So What? — London/New York: Routledge, 1999.
- O’Brien was also an interviewee in Helen Reddington’s (aka: Helen McCookerybook)book The Lost Women of Music: Female Musicians Of The Punk Era, which was published by Ashgate Publishing in 2007.